# Chemin de la Loge
Pour les articles homonymes, voir Rue de la Loge.
Le chemin de la Loge (en occitan : camin de la Lòtja) est une voie publique de Toulouse, chef-lieu de la région Occitanie, dans le Midi de la France. Il relie le secteur 5 - Sud-Est et le  secteur 2 - Rive gauche.

## Situation et accès

### Description
Le chemin de la Loge est une voie publique, longue de 1 912 mètres. La deuxième partie du chemin, entre le pont d'Empalot et la route d'Espagne, correspond à la branche D de la route métropolitaine 4.
Le chemin de la Loge naît dans le prolongement de l'allée du Professeur-Camille-Soula, qu'il prolonge au sud, en suivant le cours du bras supérieur de la Garonne. Après avoir reçu la passerelle de la Poudrerie à gauche, il franchit deux petits bras de la Garonne par deux ponts successifs, qui relient l'île du Grand Ramier, au nord, à l'île d'Empalot, au sud. Il oblique au sud-est, épousant la courbure de l'île, puis oblique à l'ouest devant le site de l'usine ArianeGroup. Il reçoit à droite les voies abandonnées du pont d'Empalot, puis se prolonge à l'ouest, de façon presque rectiligne, franchissant le bras inférieur de la Garonne par le pont de l'O.N.I.A. : il est alors parallèle aux voies de la ligne de chemin de fer de Toulouse à Bayonne et du périphérique. Il se termine enfin au carrefour de la route d'Espagne.
La chaussée compte, entre l'allée du Professeur-Camille-Soula et l'entrée de l'usine ArianeGroup (actuel no 19), une voie de circulation automobile dans chaque sens. De plus, elle est longée, entre l'allée du Professeur-Camille-Soula et l'entrée du casino-théâtre Barrière (actuel no 18), par une piste cyclable à double-sens. Il n'y a en revanche pas d'aménagement cyclable entre l'entrée du casino-théâtre Barrière et l'entrée de l'usine ArianeGroup. Entre l'entrée de l'usine ArianeGroup et la route d'Espagne, la chaussée ne compte compte plus qu'une seule voie de circulation automobile en sens unique. Elle est de plus définie comme une zone 30 et la vitesse y est limitée à 30 km/h. Il existe également une bande cyclable pour les cyclistes circulant à contre-sens.

### Voies rencontrées
Le chemin de la Loge rencontre les voies suivantes, dans l'ordre des numéros croissants (« g » indique que la rue se situe à gauche, « d » à droite) :
1. Allée du Professeur-Camille-Soula
2. Passerelle de la Poudrerie (g)
3. Pont de la Loge (d)
4. Allée Nicole-Girard-Mangin
5. Route d'Espagne

### Transports
Le chemin de la Loge n'est pas directement desservi par les transports en commun. Au nord, la passerelle de la Poudrerie permet cependant de rejoindre l'avenue du Maréchal-de-Lattre-de-Tassigny, parcourue et desservie par la ligne de bus 44. La station de métro la plus proche est la station Empalot, sur la ligne de métro , près de laquelle se trouvent les arrêts des lignes de Linéo L5 et de bus 4454152. À l'est, le chemin de la Loge débouche sur la route d'Espagne, où se trouvent les arrêts des lignes de Linéo L5 et de bus 13152. Au-delà, sur la route de Seysses, se trouve la gare de Gallieni-Cancéropôle.
Les stations de vélos en libre-service VélôToulouse les plus proches sont, à l'est, la station no 255 (2 rue des Mouettes) et, à l'ouest, les stations no 241 (57 route d'Espagne) et no 276 (face 296 route de Seysses).

## Odonymie
Le chemin de la Loge, aménagé en 1916, tient son nom d'une maison de maître, de laquelle dépendaient deux métairies, qui était dite la Loge.

## Patrimoine et lieux d'intérêt

### Parc de la Poudrerie
Le parc de la Poudrerie est un parc public ouvert en 2019, vaste de 2 hectares, qui occupe une partie de l'ancienne Poudrerie nationale. C'est en 1840 que le préfet soutient, à la suite de nombreux accidents, le déplacement de la Poudrerie royale au sud de l'île du Grand Ramier, sur le domaine agricole d'une maison de maître, appelée la Loge. Entre 1851 et 1852, les principaux bâtiments, la conciergerie et le poste de garde sont édifiés. En 1863, une passerelle est construite sur la Garonne, face à l'entrée de la poudrerie, qui est reliée au chemin du Férétra. Enfin, en 1864, la tour de l'Horloge est élevée dans l'alignement de la passerelle.
En 2018, le site est acquis par Toulouse Métropole, qui inaugure quelques mois plus tard le nouveau parc. Il s'intègre au projet de Grand Parc Garonne que portent la municipalité et la collectivité métropolitaine. Il conserve plusieurs bâtiments dont la conciergerie, le poste de garde, la tour de l'horloge, les anciens séchoirs et deux bâtiments de logements. Il compte une aire de jeux pour enfants, un espace de jardins partagés et une « halle gourmande ». Le bras de La Loge, un petit bras de la Garonne qui traverse le parc, est dévolu à la pratique du canoë-kayak,.

### Casino-théâtre Barrière
Le casino-théâtre Barrière est construit entre 2005 et 2007 par les architectes Jean-Michel Wilmotte et Gérard Huet pour le compte du groupe Barrière. Il occupe un emplacement occupé par la Poudrerie nationale, puis par l'Institut du Génie chimique (IGC), fondé en 1949 par Joseph Cathala, professeur de chimie générale à la faculté des sciences de l'université. Entre 1957 et 1966, de nouveaux bâtiments sont construits par les architectes Pierre Viatgé et Fabien Castaing. En 1985, l'IGC devient l'École nationale supérieure des ingénieurs du génie chimique (ENSIGC), puis elle fusionne en 2001 avec l'École nationale supérieure de chimie de Toulouse (ENSCT) pour donner naissance à l'École nationale supérieure des ingénieurs en arts chimiques et technologiques (ENSIACET). Mais la même année, à la suite de l'explosion de l'usine AZF, le site est dévasté et l'ENSIACET se transporte sur dans de nouveaux bâtiments au cœur du campus de l'Institut national polytechnique de Toulouse (no 4 allée Émile-Monso).
Le casino-théâtre Barrière regroupe une salle de théâtre de 1 200 places, un casino, ainsi que trois restaurants et trois bars.

### ArianeGroup
L'usine de Toulouse de l'entreprise ArianeGroup est spécialisée dans la production de perchlorate d'ammonium, utilisée pour les boosters de la fusée Ariane. En 2018, elle emploie 82 salariés.
Elle occupe un site industriel important du sud toulousain, aménagé à partir de 1910 par la Poudrerie nationale, devenue la Société nationale des poudres et des explosifs (SNPE) en 1971. En 2011, à la suite du rapprochement de SNPE Matériaux Energétiques (SME) et de Snecma Propulsion Solide (SPS), filiale de Safran, l'usine devient Safran Herakles, puis Airbus Safran Launchers et enfin ArianeGroup.

### Site de l'AZF
En 1914, la Poudrerie nationale s'étend sur le site de Braqueville, face à l'île d'Empalot. Mais l'usine n'occupe pas tous les bâtiments, qui sont pour partie cédés en 1928 à une nouvelle entreprise de produits chimiques. En 1987, le reste des terrains qui appartiennent à la Société nationale des poudres et des explosifs (SNPE) est acquis par la société de Grande Paroisse. Le 21 septembre 2001, le site est dévasté par une explosion. Il est progressivement démantelé les années suivantes.